# 帕朗刀
帕朗刀，又称巴冷刀，一種無鞘的彎刀。是印度尼西亚、马来西亚及文莱常用的一種傳統工具，在野外擁有強大的適應性與多功能用途。
歷史上，帕朗刀除了曾經被馬來人、印尼人做為反抗英國、日本等外來殖民者的工具，還有由於東南亞國家對槍枝的管制嚴格，因此通常被當地的幫派成員和強盜當作武器。

## 設計與使用

### 設計
帕朗刀是一種無鞘的彎刀，鈍端是橫向傾斜而且離握把越遠的刀片會越來越寬、越重。
帕朗刀的尺寸通常是相同的，刀片長度大約落在30公分長(12英吋)，寬度則通常不超過5公分(2英吋)，以確保其功能不受影響；重量約2磅 (900克)，通常不超過一公斤；刀刃為凸磨設計。
為了適應東南亞多叢林的環境，帕朗刀擁有較重的刀片可以發揮強大的切割力；握把上也有凹槽可以更容易握；刀片的斜角將較於一般的刀具更鈍，以防止刀片卡在切口中。這跟印尼的開山刀與菲律賓的薄刀具有相似的設計。

### 使用
基於帕朗刀刀片獨特的曲度與堅韌的耐用度的設計，帕朗刀不僅可以用來設營地、砍柴來升營火、清除茂密的雜草與灌木叢、自衛或是宰殺獵物。必要時也可以做為造屋、家具及其他工具的器材。所以帕朗刀是一種多功能刀具。

## 功能
根據約翰·洛夫蒂·懷斯曼（John Wiseman）所撰寫的《SAS生存手冊》中，指出帕朗刀的刀片具有三種不同的刀片曲度，每種曲度都可以對應不同的用途。
帕朗刀三種不同曲度的刀片對應的用途如下:

### 刀的尖端
刀的尖端(刀鋒):是整把帕朗刀的刀弧中，最為陡峭、纖細而尖銳的部分，適合藉由其窄角來進行雕刻、切割或分離細小物件、剝皮，甚至是倒角這類精細的切割工作。

### 刀的中段
刀的中段(刀腹):外觀上類似斧頭的弓形刀刃，有寬闊的切角可以進行劈砍。不僅是整把刀的核心，也是整把刀製造上最困難的部分，因為這個部分的製造非常講究製作者的技術。使用者施盡全力時，可以透過刀腹獨特的設計將力量傳到刀片上的中心，以達到砍柴、切碎骨頭的功能。這也是帕朗刀與開山刀最相似的部分，兩者都能夠發揮相同的功效。

### 刀的末端
刀的末端:刀的底部有經過特殊設計的的角度與施力點，使得削木、雕刻、剝皮，甚至是劈砍都可以透過帕朗刀的末端來完成刀的前、中段無法完成的事情。

### 刀柄
帕朗刀的刀柄有全柄與隱藏式兩種形式的設計，末端比較寬的用意是防止因為潮濕而手滑掉刀。材質則是以木材最為適合，因為木材作為一種天然材料而言，無論是什麼樣的天氣都能令刀子容易被拿著。

## 現今的運用
帕朗刀的可靠，實用且易於攜帶性使帕朗刀成為一種非常有價值的工具，讓你可以長期待在野外。
市面上，一些知名的戶外裝備品牌大量生產了不同款式的帕朗刀。這些由不同品牌所生產的帕朗刀擁有各自的優缺點，並提供了獨家的刀片版本給消費者挑選。重點是，價位是消費者能夠負擔得起的。因此多數的戶外運動者認為帕朗刀是相較於開山刀而言，更好、更進步的改良品。
另外，在部分戶外運動主義者如雷·米爾斯（Ray Mears）、貝爾·格里爾斯（Bear Grylls）和約翰·懷斯曼（John Wiseman）的推廣下，帕朗刀越來越普及並引起大眾的興趣。

## 注意
帕朗刀（Parang）名字与另一种刀具巴龙刀（英語：Barong）相似,但前者是印马地区人民所用开山刀，而后者则为菲律宾南部穆斯林部族的传统武器。要注意避免在日常称呼时搞混两者。

## 延伸閱讀
- Golok（英语：Golok）
- 廓爾喀刀